# 抚顺职工大学
抚顺职工大学，是指一所原为中华人民共和国教育部批准成立独立设置的成人高等学校，校址位于辽宁省抚顺市新抚区原丹凤街5号，今抚顺市总工会所在地。其前身可追溯到始建于1962年，后又于1966年停办的抚顺业余工学院。1979年，抚顺业余工学院复校并更名为抚顺市工人业余大学。1983年4月15日经辽宁省人民政府正式批准更名为抚顺市职工业余大学。1997年8月9日在抚顺市工商局登记注册挂牌，又更名为抚顺职工大学。2007年9月被教育部勒令停招。2013年6月被教育部责令撤销。

## 历史沿革
1962年，抚顺业余工学院创建。
1966年，抚顺业余工学院停办。
1979年，抚顺业余工学院复校并更名为抚顺市工人业余大学。
1983年4月15日，经辽宁省人民政府正式批准更名为，抚顺市工人业余大学更名为抚顺市职工业余大学。
1997年8月9日，在抚顺市工商局登记注册挂牌，抚顺市职工业余大学更名为抚顺职工大学。
2007年9月，抚顺职工大学被教育部勒令停招
2013年6月，抚顺职工大学被教育部责令撤销。

## 师资力量
学校原开设有金融、法律、中文、现代文秘、计算机财务会计、机械制造工艺与设备、机电一体化、工业电气自动化、计算机及应用、化工工艺、焊接工艺等专业。学校占地面积600平方米，校舍建筑面积4140平方米，图书馆藏书2.43万册，固定资产额152.74万元，教学科研仪器设备资产值93万元，专任教师28人，其中副教授10人，讲师13人，助教5人。

## 停招及撤销
2007年9月20日，教育部网站公布该年因办学条件达不到国家标准而被亮“红”“黄”牌的成人高等学校名单。其中包括新光动力机械公司职工大学、辽宁省直属机关职工大学、铁岭职工大学、辽宁冶金职工大学、辽宁轻工职工大学、新乐精密机器公司职工大学、抚顺职工大学在内的辽宁省的共7所成人高校该年被禁止招生。
2013年6月，教育部向各有关省、自治区、直辖市人民政府发函，责令撤销包括抚顺职工大学等39所成人高校的建制。并要求有关省、自治区、直辖市妥善处理善后工作，确保学校建制撤销工作的顺利进行。抚顺职工大学随即被撤销。